# Flag Officer Commanding North Atlantic
Le Flag Officer Commanding North Atlantic (en anglais : Officier commandant de l'Atlantique Nord) est un commandement opérationnel de la Royal Navy entre 1939 et 1943. Ses unités subordonnées, ses établissements et son personnel sont chargés de l'administration de la base navale de la Royal Navy, de Gibraltar et de la zone géographique de l'Atlantique Nord. Le poste d'amiral commandant est devenu plus tard celui d'officier général de Gibraltar.

## Histoire
Le HMS Cormorant devient un ponton d'hébergement à Gibraltar en 1889. Il devient un navire amiral lorsque le rear admiral William Acland hisse son pavillon à bord de celui-ci lorsqu'il est nommé Admiral-superintendent du chantier naval de Gibdock en octobre 1902. Le Cormorant reste le navire auquel sont attachés les personnels ne servant pas à d'autres fonctions à Gibraltar pendant la Seconde Guerre mondiale.
En décembre 1940, l'admiral Dudley North devint rear admiral - in charge, Gibralatar (plus tard : Flag Officer Commanding North Atlantic) et amiral surintendant du chantier naval de HM, Gibraltar. Le commandement, renommé en  Flag Officer Commanding North Atlantic est responsable des voies maritimes de chaque côté du détroit de Gibraltar. Sa mission est souvent floue en raison des opérations de la Force H et du Commander-in-Chief, Western Approaches (commandement des approches occidentales). L'ambiguïté des responsabilités entre Gibraltar et la Force H conduit à une confusion dans la conduite des opérations.
Le 1er janvier 1941, le vice admiral Frederick Edward-Collins devient Flag Officer Commanding North Atlantic.
La répartition des responsabilités entre vice admiral Edward-Collins en tant qu'officier général commandant l'Atlantique Nord et l'officier général de la Force H et le commandant en chef de la Méditerranée est définie comme suit :
- Le Flag Officer Commanding North Atlantic est chargé d'empêcher le passage du détroit de Gibraltar par tous les navires ennemis et par les navires d'autres nations, comme l'Amirauté pouvait l'ordonner de temps à autre.
- Alors que la Force H est basée à Gibraltar, le ''Flag Officer Commanding North Atlantic doit faire appel à l'officier général de la Force H pour toute assistance nécessaire. Sauf lorsque l'Amirauté lui demande d'effectuer des tâches spécifiques[6].

Edward-Collins est promu admiral le 21 janvier 1943, renommé Admiral, Gibraltar en permanence. Il prend sa retraite le 7 février 1944.
Les forces basées à Gibraltar pendant la guerre comprennent :
- 11e escadron de croiseurs, avec le HMS Colombo et le HMS Capetown, en septembre et octobre 1939[9].
- 13e flottille de destroyers septembre 1939–mai 1945
- 8e flottille de sous-marins décembre 1940–décembre 1942 (la flottille s'est ensuite déplacée vers Alger)
- Les groupes d'escorte 28, 36, 37, 38 étaient basés à Gibraltar alors qu'ils faisaient partie du commandement des approches occidentales.

## Amiraux commandants[10],[11]
| Grade        | Nom                          | Titre                                                                        | Période                             |
| ------------ | ---------------------------- | ---------------------------------------------------------------------------- | ----------------------------------- |
| Rear admiral | Norman Wodehouse             | Rear-Admiral, Gibraltar                                                      | Mai 1939 - 1er novembre 1939        |
| Vice admiral | Dudley North                 | Vice-Admiral, Gibraltar                                                      | 1er novembre 1939 – 9 décembre 1940 |
| Vice admiral | Sir Frederick Edward-Collins | FOC North Atlantic on appointment Vice-Admiral, Gibraltar Admiral, Gibraltar | 1er janvier 1941 – février 1944     |
| Vice admiral | Sir Harold Martin Burrough   | FO Gibraltar and Mediterranean Approaches                                    | février 1944 – janvier 1945         |